# Herreder i Skaraborgs län
Skaraborgs län i Västergötland var historisk opdelt i 15 herreder:
- Barne härad
- Frökinds härad
- Gudhems härad
- Kinne härad
- Kinnefjärdings härad
- Kåkinds härad
- Kållands härad
- Laske härad
- Skånings härad
- Vadsbo härad, det nordligste herred og det største i areal.
- Valle härad
- Vartofta härad, det næststørste herred i areal.
- Vilske härad
- Viste härad
- Åse härad